# 한국어의 예일 로마자 표기
한국어의 예일 로마자 표기법은 맥큔-라이샤우어가 한국어를 연구한 지 약 5년 후, 예일대학교의 새뮤얼 엘모 마틴과 그의 동료들에 의해 개발되었다. 이는 언어학에서 한국어의 표준 로마자 표기법이다.

## 같이 보기
- 예일 로마자 표기법

- 광둥어 예일 로마자 표기법

- 부록:한국어 재구성